# Obični lanilist
Obični lanilist (lat. Linaria vulgaris) biljka je iz roda Linaria. Raste u Europi i sjevernoj Aziji, a introducirana je i u Sjevernu Ameriku. Koristi se kao ljekovita biljka. Otrovan je za perad.

## Sastav
Sadrži taninske tvari, alkaloid peganin, flavonske glikozide linarin i neolinarin, organske kiseline - jabučnu, octenu, mravlju i askorbinsku (oko 460 mg%), pektin, saponine, i mineralne tvari.

## Primjena u narodnoj medicini
Korisna je kod vodene bolesti, zatvora, za  žuticu, kao blagi i siguran laksativ, diuretik, kod dijabetesa, kao anthelmintik i za poticanje toka žuči. Infuzija lanilista poboljšava rad želuca, a posebno crijeva, uklanja plinove tijekom nadutosti, smanjuje i zaustavlja upalne procese. Čaj se koristi za glavobolje, kod zaduhe, kao dobar ekspektorans za kašalj, kao protuotrov za trovanja, bolesti mjehura i mokrenje u krevet, posebno u djece. Vanjska uporaba - ispiranje grla s čajem, može se koristiti i kao kupka očiju kod konjuktivitisa. Mast se utrlja u vlasište radi brzog rasta kose, kao i kod liječenja ekcema i psorijaze. Navodno djeluje i na potenciju, te kod raznih tumora. Ne koristiti u trudnoći te za vrijeme dojenja. U pricipu ne davati djeci niti kod ciroze jetre.

## Vanjske poveznice
- Linaria vulgaris - Mill.